# بيتر هيغمان
بيتر هيغمان (بالألمانية: Peter Hegemann)‏ (من مواليد 11 ديسمبر 1954 في مونستر، ألمانيا الغربية) هو أستاذ ورئيس قسم الفيزياء الحيوية في جامعة هومبولت في برلين. درس هيغمان الكيمياء في مونستر وميونيخ وحصل على درجة الدكتوراه عام 1984 في ميونيخ لتحقيقه حقيق في هيكل ووظيفة إنزيم الهالورودوبسين (halorhodopsin)، وهي مضخة كلوريد مدفوعة في الملحاء العصوية. عمل هيغمان في مجموعة أبحاث ما بعد الدكتوراة في مجموعات Dieter Oesterhelt البحثية (من عام 1984 إلى 1985) ومع دكتور فوستر في جامعة سيراكيوز (1985-1986). في عام 1986، بدأ هيغمان مجموعة أبحاث في قسم الكيمياء الحيوية الغشائية في معهد ماكس بلانك للكيمياء الحيوية في فرانكفورت، ألمانيا. أصبح هيغمان أستاذًا في جامعة ريغنسبورغ وعُين أستاذًا في جامعة هومبولت في برلين في عام 2004.

## أبحاثه
يعود الفضل إلى هيغمان في اكتشاف قناة الرودوبسين، وهي عائلة من القنوات الأيونية ذات البوابات الخفيفة. وقد فتح هذا الاكتشاف الجديد من الأبواب لعلم البصريات الوراثي، الذي يتلاعب بنشاط الخلايا العصبية والخلايا الأخرى المتعلقة بالضوء. منذ الاكتشاف الأصلي لقناة الرودوبسين في الطحلب الأخضر كلاميدوموناس، قام هيغمان ومجموعته بتحسين خصائصه من خلال الهندسة الجزيئية، مما أدّى إلى مجموعة واسعة من تصاميم الأوبسينات المصممة بشكل أسرع وأكثر حساسية واستجابةً لألوان مختلفة من الضوء، أو إجراء أيونات مختلفة عن القنوات الطبيعية. وقد مكَّنت هذه الأدوات الجزيئية علماء الأعصاب في جميع أنحاء العالم من تحفيز التجمعات المحددة وراثياً للخلايا العصبية بشكل غير جراحي وبدقة كبيرة.

## الجوائز
- 2010 جائزة وايلي في العلوم الطبية الحيوية، جنبا إلى جنب مع جورج ناجل وإرنست بامبرج[10]
- 2010 جائزة كارل هاينز بيكرتس، مع جورج ناجل أرنست بامبرج[11]
- Zülchجائزة :2012
- 2012 عضو في الأكاديمية الألمانية للعلوم ليوبولدينا[12]
- 2013 جائزة جوتفريد فيلهلم ليبنيز، التي تمنحها مؤسسة الأبحاث الألمانية
- 2013 جائزة لويس جينت للطب، مع جورج ناجل
- 2013 جائزة الدماغ،[13] التي تمنحها مؤسسة جريت لندبيك الأوروبية لأبحاث الدماغ
- 2014 عضو في جمعية EMBO[14]
- 2016 جائزة هيكتور للعلوم[15]
- جائزة هارفي 2016[16]
- 2016 جائزة ماسري
- 2018 جائزة مؤسسة غيردنر الدولية
- 2020 جائزة شو. [17]

## روابط خارجية
- Prof. Dr. Peter Hegemann, Profile[وصلة مكسورة] and Institute نسخة محفوظة 22 أكتوبر 2013 على موقع واي باك مشين. at the جامعة هومبولت في برلين (hu-berlin.de)
- Prof. Dr. Peter Hegemann at the Cluster of Excellence "Unifying Concepts in Catalysis" (unicat.tu-berlin.de)